# House at the End of the Street
House at the End of Street (bra: A Última Casa da Rua) é um filme estadunidense de 2012, do gênero terror, dirigido por Mark Tonderai e estrelado por Jennifer Lawrence, Max Thieriot e Elisabeth Shue.

## Sinopse
Após se mudarem para uma pequena cidade, uma mãe divorciada e sua filha passam a presenciar eventos estranhos, até que descobrem um segredo sobre o local.

## Elenco
- Jennifer Lawrence como Elissa Cassidy
- Max Thieriot como Ryan Jacobson
- Elisabeth Shue como Sarah Cassidy
- Gil Bellows como Officer Weaver
- Eva Link como Carrie Ann
- Nolan Gerard Funk como Tyler Reynolds
- Allie MacDonald como Jillian
- Mandy Sinewy como Sally
- Jordan Hayes como Peggy Johns
- Krista Bridges como Mary Jacobson
- James Thomas como Ben Reynolds

## Dublagem brasileira
Estúdio de dublagem - Delart
Produção
- Direção de Dublagem: Manolo Rey[4]
- Cliente: Paris Filmes[4]
- Tradução: Manolo Rey[4]
- Técnico(s) de Gravação: Raphael Rachid[4]

Elenco
- Mariana Torres[4]
- Renan Freitas[4]
- Marisa Leal[4]
- Alexandre Moreno[4]
- Hercules Franco[4]
- Miriam Ficher[4]
- Oscar Henriques[4]
- Yago Machado[4]
- Felipe Drummond[4]
- Flávia Saddy[4]
- Mário Cardoso[4]
- Angélica Borges[4]
- Evie Saide[4]

## Trilha sonora
Jennifer Lawrence (Elissa) cantou em uma pequena parte do filme a canção All You've Got To Do Is Fall In Lov, não foi informado se a canção entrou para a trilha sonora do filme.[carece de fontes?]

## Recepção
O filme recebeu do CinemaScore uma nota "B", indicando que foi bem recebido por seu público-alvo. O filme foi geralmente recebido negativamente pela crítica, mas com destaque positivo para o desempenho de Lawrence. Detém uma classificação "podre" de 12% no Rotten Tomatoes com base em 60 críticas com o consenso afirmando: "Mal concebido, desajeitadamente executado e quase completamente despojado de sustos, 'House at the End Street' tem sua talentosa estrela em um filme tão suave como o seu título." Os críticos ainda elogiaram Jennifer Lawrence por seu desempenho, dizendo que ela "faz o seu melhor com um roteiro maçante e derivativo neste chocante [filme] suburbano". Alguns dos outros comentários positivos também elogiaram o filme por suas reviravoltas e por serem um tanto imprevisíveis.